# 川崎新町站
川崎新町站（日语：／ Kawasaki-Shimmachi eki */?）是位於日本神奈川縣川崎市川崎區渡田山王町，屬於東日本旅客鐵道（JR東日本）南武線支線（濱川崎支線）的鐵路車站。車站編號是JN 52。

## 車站結構
本站為側式月台2面2線的地面車站。濱川崎方向與尻手方向的月台以地下通道連繋。本站位於川崎市內，但根據JR的特定都區市內制度屬於「橫濱市內」的車站。

### 月台配置
站房側為1號月台。
| 月台 | 路線   | 方向 | 目的地           |
| ---- | ------ | ---- | ---------------- |
| 1    | 南武線 | 下行 | 八丁畷、尻手方向 |
| 2    | 南武線 | 上行 | 濱川崎、扇町方向 |

（來源：JR東日本:車站構內圖 （页面存档备份，存于））

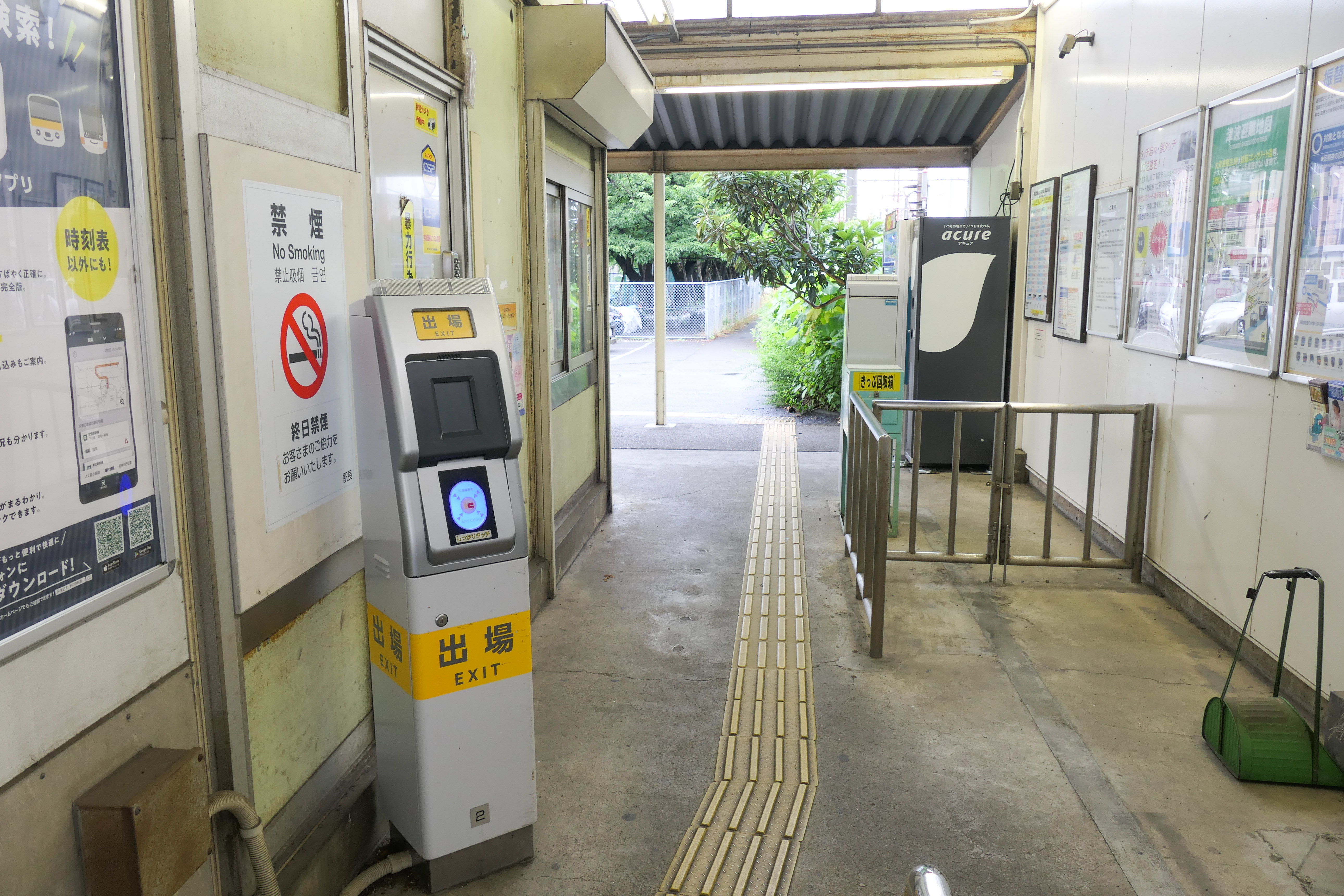
驗票口（2021年6月）
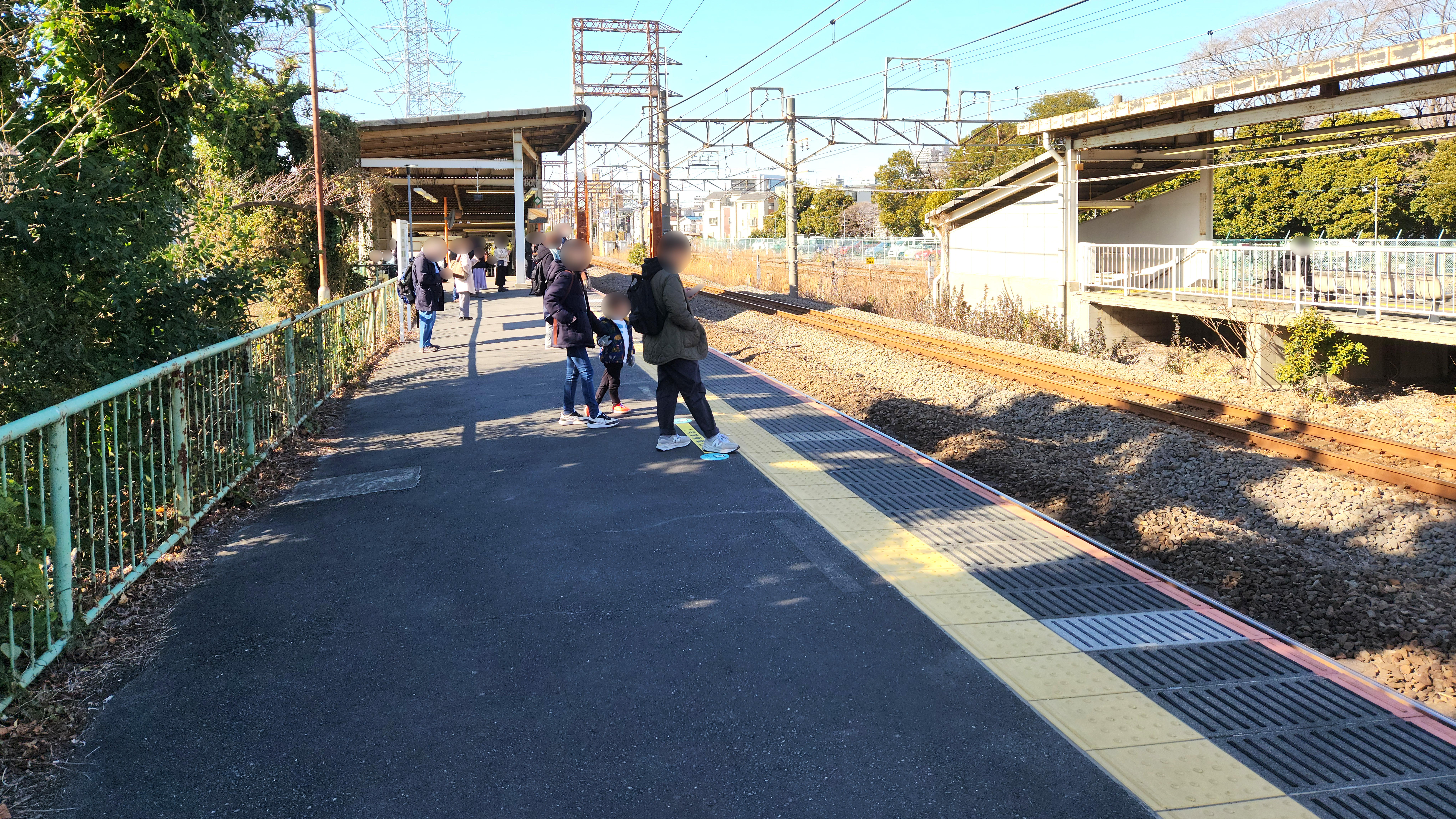
1號月台（2024年2月）
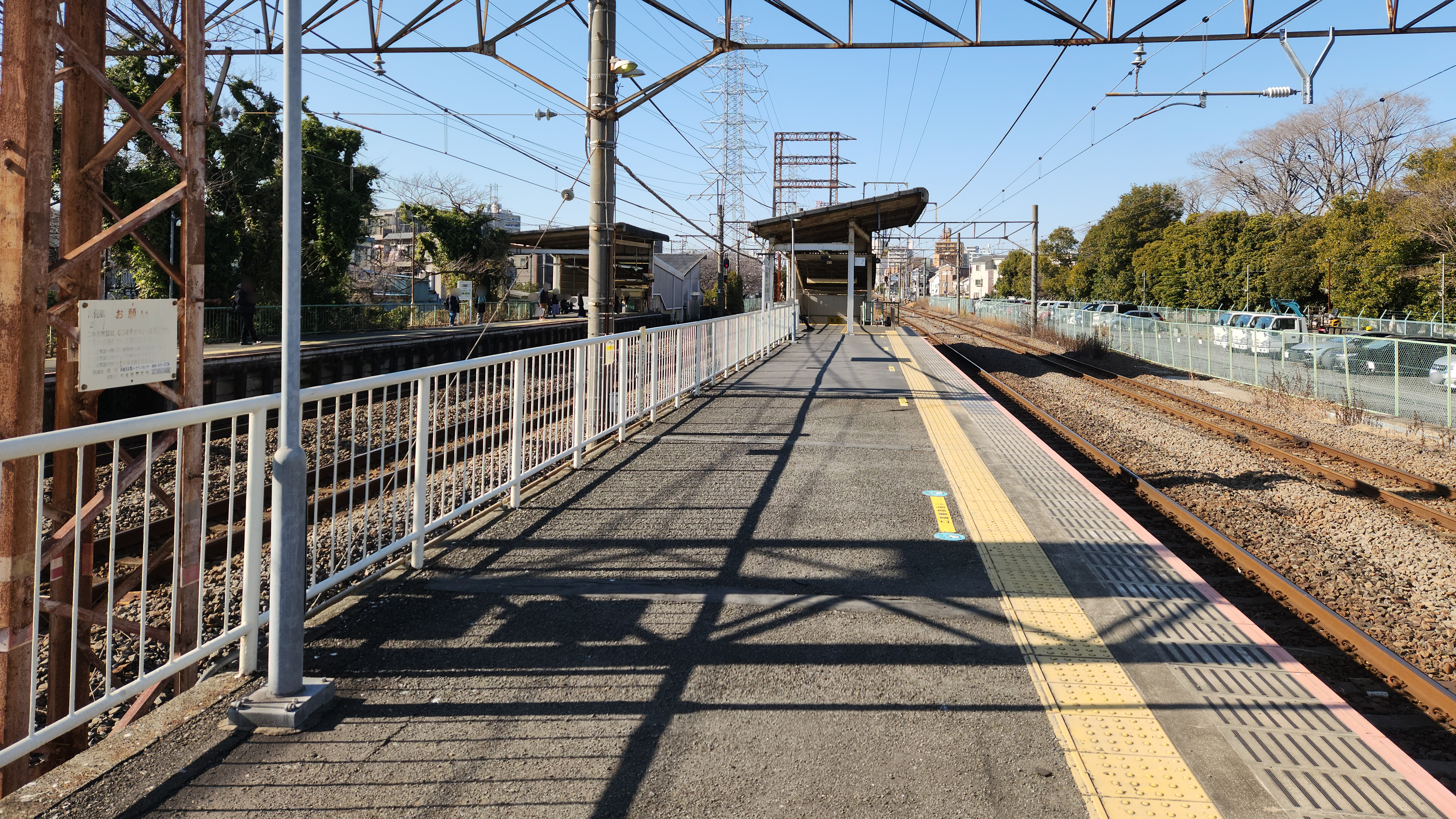
2號月台（2024年2月）

## 使用情況
2019年（令和元年）度的1日平均上車人次為3,009人。
近年的推移如下表。
| 年度               | 1日平均 上車人次 | 來源     |
| ------------------ | ---------------- | -------- |
| 1995年（平成07年） | 1,180            | [ * 1 ]  |
| 1996年（平成08年） | 1,081            |          |
| 1997年（平成09年） | 1,005            |          |
| 1998年（平成10年） | 1,002            | [ * 2 ]  |
| 1999年（平成11年） | 1,005            | [ * 3 ]  |
| 2000年（平成12年） | 1,003            | [ * 3 ]  |
| 2001年（平成13年） | 994              | [ * 4 ]  |
| 2002年（平成14年） | 971              | [ * 5 ]  |
| 2003年（平成15年） | 986              | [ * 6 ]  |
| 2004年（平成16年） | 1,047            | [ * 7 ]  |
| 2005年（平成17年） | 1,069            | [ * 8 ]  |
| 2006年（平成18年） | 1,154            | [ * 9 ]  |
| 2007年（平成19年） | 1,260            | [ * 10 ] |
| 2008年（平成20年） | 1,314            | [ * 11 ] |
| 2009年（平成21年） | 1,322            | [ * 12 ] |
| 2010年（平成22年） | 1,348            | [ * 13 ] |
| 2011年（平成23年） | 1,336            | [ * 14 ] |
| 2012年（平成24年） | 1,355            | [ * 15 ] |
| 2013年（平成25年） | 1,372            | [ * 16 ] |
| 2014年（平成26年） | 1,358            | [ * 17 ] |
| 2015年（平成27年） | 1,461            | [ * 18 ] |
| 2016年（平成28年） | 2,261            | [ * 19 ] |
| 2017年（平成29年） | 2,615            |          |
| 2018年（平成30年） | 2,820            |          |
| 2019年（令和元年） | 3,009            |          |

## 相鄰車站
東日本旅客鐵道（JR東日本）
 南武線支線（濱川崎支線）
八丁畷（JN 51）－川崎新町（JN 52）－小田榮（JN 53）
東海道貨物線
演川崎－小田榮－川崎新町－（八丁畷）－鶴見
※軌道戶籍在濱川崎至八丁畷之間是南武線支線、八丁畷至鶴見之間是東海道本線支線

## 外部連結
- 車站資訊（川崎新町）：東日本旅客鐵道